# Noragami
Noragami (яп. ノラガミ, Нораґамі, укр. Безхатній Бог) — фентезі-манґа Адаті Тока. Перша глава була опублікована в січні 2011 року видавництвом Kodansha в січневому випуску журналу Monthly Shonen Magazine. Станом на грудень 2013 манґа налічувала 9 томів. Обмежений випуск 9 тому також включав в себе CD-драму. Вперше манґа увійшла в список бестселерів в Японії в середині червня 2013 року, потім у другій частині лютого 2013, другій частині жовтня 2013 та середині грудня 2013 року. Манґа також була опублікована на території Тайваню — компанією Tong Li Publishing Co., Ltd.
Вперше повідомлення про майбутній вихід аніме-екранізації студії Bones з'явилося 6 вересня в осінньому випуску журналу Monthly Shonen Magazine. 30 вересня 2013 став відомий список сейю, що озвучували персонажів. 10 листопада перша серія аніме була показана на азійському аніме-фестивалі 2013 року. Прем'єрна серія аніме була показана на каналі Tokyo MX 5 січня 2014.
3 жовтня 2015 року студія BONES випустила другий сезон аніме. Крім телевізійного серіалу в світ вийшло по дві додаткові серії (OVA) до кожного з сезонів.

## Сюжет
Ято — маловідомий бог без власного храму. Для того, щоб отримати хоч якесь визнання, він вирішує допомагати кожному зустрічному з їх бажаннями. Одного разу дівчина із заможної сім'ї на ім'я Ікі Хійорі рятує Ято. Однак через те вона частково стала Аякаші (духом, примарою), та її душа час від часу відділяється від тіла. Хійорі просить Ято допомогти їй. Але у того ані храму, ані Шінкі, ані грошей немає. Тому дівчина змушена взяти усе в свої руки та допомогти Ято стати відомим богом.

## Медіа

### Аніме
Аніме Noragami компанії Bones роботи режисера Котаро Тамури по сценарію Деко Акао та Тошіхіро Кавамото було анонсовано 10 листопада 2013 на Anime Festival Asia і вийшло в ефір 5 січня 2014 на каналі Tokyo MX, потім на MBS, BS11 та TVA. В США аніме ліцензовано компанією Funimation. Madman Entertainment ліцензувала аніме в Австралії та Новій Зеландії.
Музика для вступу першого сезону — «Goya no Machiawase» (яп. 午夜の待ち合わせ, Overnight Appointment) — Shuntarō и Hello Sleepwalkers. Заключна мелодія — «Heart Realize» (яп. ハートリアライズ Hāto Riaraizu) — Supercell и Tia. Серії другого сезону Noragami: Aragoto відкривала — «Kyōran Hey Kids!!» (яп. 狂乱Hey Kids!!) — The Oral Cigarettes, музика до титрів — «Nirvana» (яп. ニルバナ Nirubana) у виконанні Tia.
Композитор саундтреків до обох сезонів — Івасакі Таку.
| №  | Назва серії                                                                                                 | Дата виходу     |
| -- | --- | --------------- |
| 1  | «Домашній кіт, безхатній бог і хвіст» (англ. «A Housecat, a Stray God, and a Tail», яп. 家猫と野良神と尻尾) | 5 січня 2014    |
| 2  | «Як сніг» (англ. «Snow-like», яп. 雪のような)                                                               | 12 січня 2014   |
| 3  | «Запрошене лихо» (англ."Bidden Calamity", яп. 招かれた厄災)                                                 | 19 січня 2014   |
| 4  | «У чому щастя» (англ."Where Happiness Lies", яп. しあわせの在処)                                            | 26 січня 2014   |
| 5  | «Кордон» (англ. «Borderline», яп. 境界線)                                                                   | 2 лютого 2014   |
| 6  | «Страшна людина» (англ. «Scary Person», яп. コワイヒト)                                                     | 9 лютого 2014   |
| 7  | «Невизначеність і доля» (англ. «Uncertainty and Destiny», яп. 迷い事、定め事)                               | 16 лютого 2014  |
| 8  | «Перетнувши межу» (англ. «Over the Line», яп. 一線を越えて)                                                 | 23 лютого 2014  |
| 9  | «Ім'я» (англ. «Name», яп. 名前)                                                                             | 2 березня 2014  |
| 10 | «Розглядається з ненавистю» (англ. «Regarded with Hate», яп. 忌むべき者)                                    | 9 березня 2014  |
| 11 | «Забутий бог» (англ. «Abandoned God», яп. 棄てられた神)                                                     | 16 березня 2014 |
| 12 | «Частинка пам'яті» (англ. «A Scrap of a Memory», яп. 一片の記憶)                                            | 23 березня 2014 |